# Christmas Time (Is Here Again)
«Christmas Time (Is Here Again)» (с англ. — «Время Рождества (Снова пришло)») — рождественская песня английской рок-группы The Beatles, первоначально выпущенная на пятой рождественской пластинке для их фан-клуба Christmas Time Is Here Again! (1967). Одна из немногих песен The Beatles, авторство которой приписывается всем четырём участникам группы. Композиция состоит из блюзового инструментала, а также двухдорожечного вокала в исполнении продюсера Джорджа Мартина и актёра Виктора Спинетти. Текст представляет собой припев (название песни), повторяющийся в девяти куплетах.
После релиза в декабре 1967 года «Christmas Time (Is Here Again)» оставалась официально недоступной в течение десятилетий. Планируемый выпуск в 1984 году сорвался после отказа от грядущего альбома The Beatles Sessions. Лейбл Apple Records, принадлежащий группе, выпустил сокращённую версию песни в декабре 1995 года как сторону «Б» сингла «Free as a Bird». Версия 1967 года была переиздана на бокс-сете 2017 года с ограниченным тиражом The Christmas Records, содержащий оригинальные рождественские записи группы.

## Предпосылки и композиция

В 1960-х годах The Beatles были неразрывно связаны с Рождеством. Шесть альбомов обычно выходило в декабре, а четыре сингла были приурочены к празднику. В 1963 и 1964 годах группа выступала с серией рождественских шоу в Лондоне.
На снимке — новогодняя фотосессия The Beatles 1964 года

The Beatles начали записывать рождественские записи в 1963 году, которые в декабре бесплатно распространялись среди членов их официального фан-клуба. Более ранние записи включают в себя устные послания своим поклонникам, а поздние — сценки и музыку. Описанный Джорданом Рунтагом из Rolling Stone как «вершина их рождественских записей», альбом The Beatles 1967 года Christmas Time Is Here Again!, был их самым обширным праздничным посланием на сегодняшний день — группа заранее подготовила сценарий и запланировала время. Его центральное повествование — дань уважения радио- и телевизионным программам и основано оно на вымышленной группе по имени The Ravellers, проходящей прослушивание для радиошоу BBC. В скитах слышна чечётка, реклама вымышленного продукта Wonderlust, а также группа, играющая на пианино и поющая, среди прочего, песню «Plenty of Jam Jars».
Запись завершается тем, что каждый участник группы, а также продюсер Джордж Мартин поздравляют своих поклонников с праздником. За репликами следует стихотворение Джона Леннона под названием «When Christmas Time is Over», сопровождающееся органной версией «Auld Lang Syne». Биограф The Beatles Джон С. Винн описывает это как шотландское йольское стихотворение, в то время как Кеннет Уомак называет произведение «Джойсином» и «бессмысленным стихотворением».
В дополнение к сценарию группа написала рождественскую песню «Christmas Time (Is Here Again)». Песня — один из немногих релизов Битлз, зачисленных на счёт всех четырёх участников, так же, как и их ранняя инструментальная песня 1967 года «Flying». Играется в тональности ре мажор, структура песни состоит из блюза и повторения девяти идентичных куплетов, за которыми следует инструментальный куплет. Уомак пишет, что «комический дух» песни похож на другую песню группы — «You Know My Name (Look Up the Number)», большая часть которой была записана летом 1967 года, и, вероятно, была вдохновлена песней коллектива The Bonzo Dog Doo-Dah Band, звучащей по BBC Radio 1. Автор Стив Тёрнер полагает, что песня иллюстрирует интерес группы к жанру «детская песня», начавшийся с их песни 1966 года «Yellow Submarine», и отражает сочетание их ностальгии по Ливерпулю 1940-х годов и детских тенденций. Рунтаг заявляет, что песня «немного большее, чем просто праздничная мантра, но The Beatles продают её благодаря своей полной отдаче и умной аранжировке, напоминающей их сингл „Hello, Goodbye“».

## Запись
The Beatles записали «Christmas Time (Is Here Again)» 28 ноября 1967 года в третьей студии звукозаписывающей студии EMI. С 18:00 до 2:45 Мартин проводил сеанс вместе со звукорежиссёром Джеффом Эмериком. Последний раз они были в студии двумя неделями ранее, чтобы закончить финальную запись своего нового EP Magical Mystery Tour. Это была первая рождественская запись группы, сделанная вне рамок другого проекта. Актёр Виктор Спинетти присутствовал на сессии, помогая Леннону подготовить плёнки для The Lennon Play: In His Own Write, сценической адаптации книг участника группы, In His Own Write (1964) и A Spaniard In The Works (1965). Группа пригласила Спинетти поучаствовать в записи пластинки; он выступал в пародиях и пел в песне. Записанная с одного дубля, основная запись включает в себя Ринго Старра на барабанах, Джорджа Харрисона на акустической гитаре Gibson J-160E, Леннона на литаврах и Пола Маккартни на фортепиано. The Beatles вместе с Мартином и Спинетти вручную наложили дважды записанный вокал на оригинальный дубль.
Мартин, которому снова помогал Эмерик, вернулся в EMI на следующий день после сеанса, чтобы микшировать записи. С 14:30 до 17:30 они отредактировали несколько моно-ремиксов на пластинку, при этом общее количество ремиксов неизвестно. Готовая версия, отредактированная вместе с пародиями The Beatles, длится 6 минут 8 секунд. Мартин и Эмерик скопировали свою законченную мастер-версию на магнитную ленту, а затем отправили её в Lyntone Records для печати.

## Выпуск
Рождественский альбом, вышедший 15 декабря 1967 года, называется Christmas Time Is Here Again! — это слегка видоизменённое название песни. Как и в случае с предыдущими рождественскими записями The Beatles, семидюймовый диск был выпущен только для британских фанатов, а американцы вместо этого получили открытки. Полная версия песни никогда не была официально выпущена. 23 апреля 1976 года полная версия продолжительностью в 6 минут сорок две секунды была сведена в моно. Первоначально микс был проигран только руководителям EMI Records, но впервые появился на бутлеге в 1983 году и продолжал распространяться на компакт-дисках. Эмерик снова сделал ремикс на эту песню в 1984 году для заброшенного альбома The Beatles Sessions. Он микшировал песню для стерео, редактировал её до 1:08 и плавно переходил в попурри с «Ob-La-Di, Ob-La-Da». Ожидалось, что песня выйдет как сторона «Б» сингла «Leave My Kitten Alone», который первоначально планировалось выпустить к Рождеству 1984 года. Так и не выпущенные официально, две версии песни начали распространяться как бутлеги в 1985 и 1986 годах соответственно.
Apple Records официально выпустили эту песню как четвёртый трек с сингла «Free as a Bird» в Великобритании и США 4 и 12 декабря 1995 года соответственно. Уомак пишет, что Мартин сделал ремикс на песню для этого релиза, в то время как Винн говорит, что это тот же стерео-микс, сделанный для Sessions, но отредактированный до первых двух минут девятнадцати секунд. На обложке Льюисона упоминается Мартин как продюсер, а Эмерик как звукорежиссёр. После того, как песня затихает, включается речь с диска фан-клуба 1966 года Pantomime: Everywhere It’s Christmas, записанного 6 декабря 1966 года, а также стихотворение Леннона из записи 1967 года. В качестве стороны «Б» песня не попала в чарты ни в США, ни в Великобритании. 15 декабря 2017 года оригинальные рождественские записи были переизданы в виде бокс-сета, выпущенного ограниченным тиражом The Christmas Records.

## Участники записи
- Пол Маккартни — вокал, фортепиано
- Джон Леннон — вокал, литавры
- Джордж Харрисон — вокал, акустическая гитара (Gibson J-160E[англ.])[19]
- Ринго Старр — вокал, барабаны, чечётка
- Виктор Спинетти[англ.] — вокал, чечётка
- Мэл Эванс — вступительная речь[7]
- Джордж Мартин — двойной вокал, продюсер
- Джефф Эмерик — двойной вокал, звукорежиссёр[11]

## Кавер-версии

### I Wanna Be Santa Claus
8 марта 1999 года на Whatinthewhatthe? Studios в Лос-Анджелесе Ринго Старр записал кавер на «Christmas Time (Is Here Again)», позднее вошедший в альбом I Wanna Be Santa Claus 18 октября. На электрогитаре сыграл Джо Перри, фронтмен рок-группы Aerosmith, а Джефф Линн из Electric Light Orchestra и The Traveling Wilburys был на бэк-вокале.

#### Участники записи
- Ринго Старр — вокал, барабаны, мехи, продюсер
- Марк Хадсон — акустическая гитара, волынка (аранжировка; указан как Mark’s Pipe), ударные, звукорежиссёр, продюсер
- Джим Кокс — акустическая гитара, аккордеон, клавишные, волынка (аранжировка; указан как Jim’s Bag)
- Джо Перри, Стивен Дудас — электрогитара
- Бретт Хадсон[англ.], Ричард Монда[англ.], Сара Хадсон[англ.], Марк Фантини, Стеффан Фантини, Тесс Уайтхарт — бэк-вокал
- Роберт Мерфи, Иэн Халлидей, Роджер Хаут, Уилли Кокрейн — волынка
- Мэтт Гурвиц — акустическая гитара[26][14]

### Версия Spoon
18 ноября 2021 года для новогоднего плейлиста Spotify инди-рок-группой Spoon был записан кавер на «Christmas Time (Is Here Again)». Фронтмен группы Бритт Дэниел охарактеризовал запись песни как «коллективное усилие, которое отвлекло нас от репетиций и быстро направило нас по бурному пути к тому, что вы могли бы назвать рождественским духом», добавив фразу «THE WAR ON CHRISTMAS IS OVER» (с англ. — «РОЖДЕСТВЕНСКАЯ ВОЙНА ОКОНЧЕНА»).